# 濟莫夫尼基區

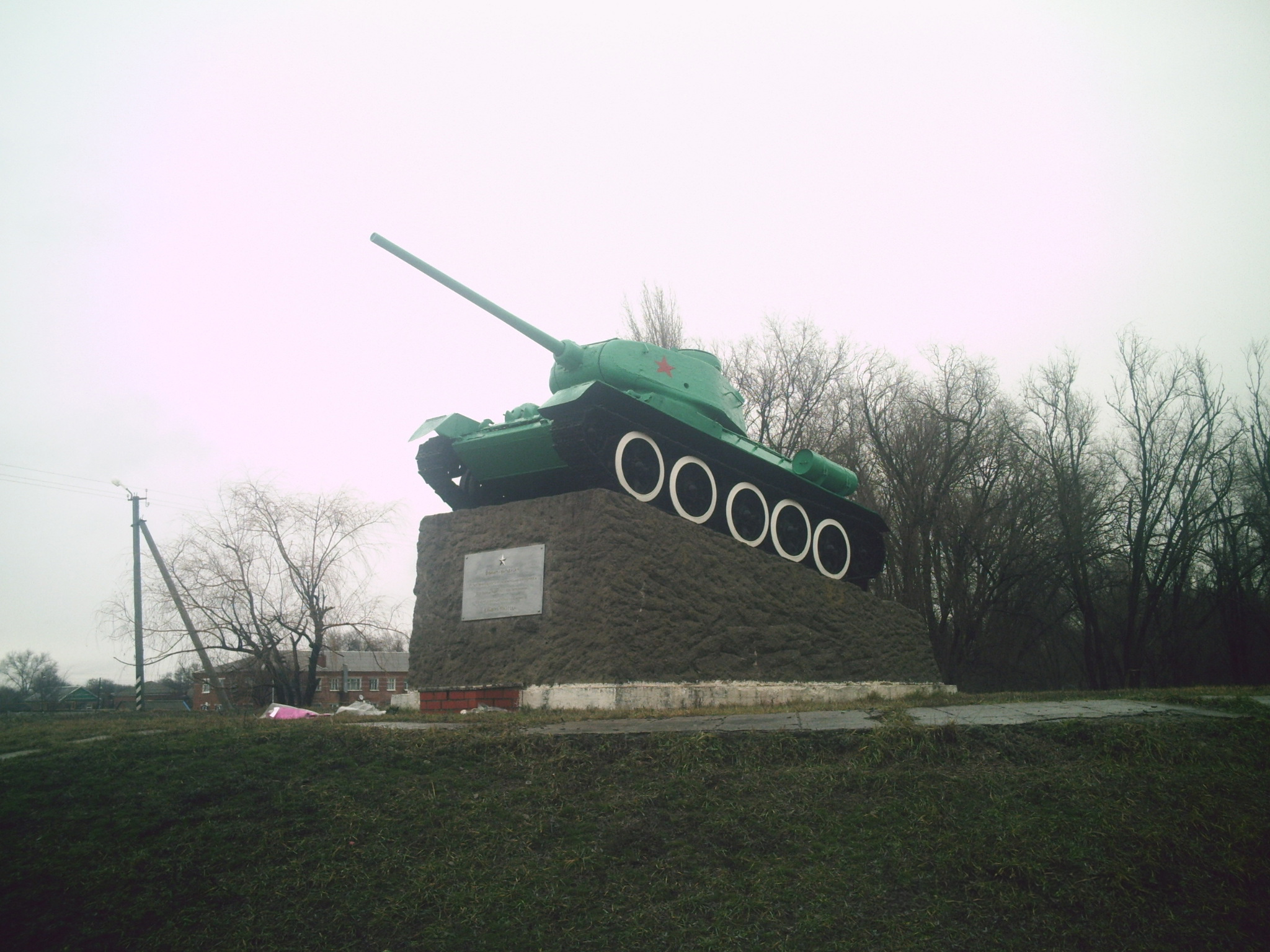

47°08′42″N 42°28′00″E / 47.14500°N 42.46667°E
濟莫夫尼基區（俄語：Зимовниковский район）是俄羅斯的一個區，位於該國西南部，由羅斯托夫州負責管轄，面積5,028平方公里，2010年人口37,092，人口密度每平方公里7.38人。